# Hermya beelzebul
Hermya beelzebul là một loài ruồi trong họ Tachinidae.